# Bohemian Rhapsody: The Original Soundtrack
Bohemian Rhapsody: The Original Soundtrack è una colonna sonora del gruppo musicale britannico Queen, pubblicata il 19 ottobre 2018 dalla Virgin EMI Records e dalla Hollywood Records.

## Descrizione
Si tratta della colonna sonora del film del 2018 Bohemian Rhapsody, diretto da Bryan Singer e con protagonista Rami Malek, e racchiude diversi successi dei Queen e alcuni brani mai pubblicati in precedenza in formato esclusivamente audio, come le cinque tracce dell'esibizione al Live Aid nel 1985.

## Pubblicazione
L'album è stato distribuito il 19 ottobre 2018 dalla Hollywood Records (in Stati Uniti e Canada) e dalla Virgin Records/EMI (nel resto del mondo) in formato compact disc, musicassetta, download digitale e streaming. La colonna sonora è stata successivamente distribuita in edizione doppio vinile a partire dall'8 febbraio 2019.

## Tracce
1. 20th Century Fox Fanfare (arrangiamento di Brian May) – 0:25 (Alfred Newman) – inedito
2. Somebody to Love – 4:56 (Freddie Mercury)
3. Doing All Right... Revisited (registrazione degli Smile) – 3:17 (Brian May, Tim Staffell) – inedito
4. Keep Yourself Alive (Live at the Rainbow) – 3:56 (Brian May)
5. Killer Queen – 2:59 (Freddie Mercury)
6. Fat Bottomed Girls (Live in Paris) – 4:38 (Brian May) – inedito
7. Bohemian Rhapsody – 5:55 (Freddie Mercury)
8. Now I'm Here (Live at Hammersmith Odeon) – 4:26 (Brian May)
9. Crazy Little Thing Called Love – 2:43 (Freddie Mercury)
10. Love of My Life (Rock in Rio) – 4:29 (Freddie Mercury) – inedito
11. We Will Rock You (Movie Mix) – 2:09 (Brian May) – inedito
12. Another One Bites the Dust – 3:35 (John Deacon)
13. I Want to Break Free – 3:43 (John Deacon)
14. Under Pressure – 4:04 (Queen, David Bowie)
15. Who Wants to Live Forever – 5:15 (Brian May)
16. Bohemian Rhapsody (Live Aid) – 2:28 (Freddie Mercury) – inedito
17. Radio Ga Ga (Live Aid) – 4:06 (Roger Taylor) – inedito
18. Ay-Oh (Live Aid) – 0:41 (Freddie Mercury) – inedito
19. Hammer to Fall (Live Aid) – 4:04 (Brian May) – inedito
20. We Are the Champions (Live Aid) – 3:57 (Freddie Mercury) – inedito
21. Don't Stop Me Now... Revisited – 3:38 (Freddie Mercury) – inedito
22. The Show Must Go On – 4:32 (Queen)

## Successo commerciale
Grazie al successo riscosso dal film, la colonna sonora ha avuto un enorme riscontro commerciale. L'album divenne il secondo disco dei Queen a raggiungere la vetta della classifica australiana (dopo A Night at the Opera nel 1976), e negli Stati Uniti debuttò alla posizione numero 22 della Billboard 200 con 24 000 copie vendute, diventando pertanto il diciassettesimo disco dei Queen ad entrare nella top 40 statunitense. Nella seconda settimana, la colonna sonora è salita in terza posizione sia nel Regno Unito che negli Stati Uniti, causando il rientro in classifica nella top 10 anche della raccolta The Platinum Collection nello stesso periodo, prima volta nella carriera del gruppo in cui due loro album si posizionano contemporaneamente nella top 10 statunitense. Nella diciottesima settimana, l'album è salito al secondo posto della Billboard 200, diventando il secondo maggior successo dei Queen nella classifica statunitense dopo The Game, che raggiunse il vertice nel 1980.

## Classifiche

### Classifiche settimanali
| Classifica (2018-21)     | Posizione massima |
| ------------------------ | ----------------- |
| Australia                | 1                 |
| Austria                  | 6                 |
| Belgio (Fiandre)         | 5                 |
| Belgio (Vallonia)        | 3                 |
| Canada                   | 3                 |
| Corea del Sud            | 8                 |
| Danimarca                | 11                |
| Finlandia                | 19                |
| Francia                  | 7                 |
| Germania                 | 8                 |
| Giappone                 | 1                 |
| Grecia                   | 1                 |
| Irlanda                  | 2                 |
| Italia                   | 3                 |
| Messico                  | 1                 |
| Norvegia                 | 14                |
| Nuova Zelanda            | 2                 |
| Paesi Bassi              | 4                 |
| Polonia                  | 4                 |
| Portogallo               | 3                 |
| Regno Unito              | 3                 |
| Regno Unito (soundtrack) | 2                 |
| Repubblica Ceca          | 1                 |
| Slovacchia               | 3                 |
| Spagna                   | 2                 |
| Stati Uniti              | 2                 |
| Stati Uniti (rock)       | 1                 |
| Stati Uniti (soundtrack) | 1                 |
| Svezia                   | 21                |
| Svizzera                 | 2                 |
| Ungheria                 | 10                |

### Classifiche di fine anno
| Classifica (2018)        | Posizione |
| ------------------------ | --------- |
| Australia                | 5         |
| Austria                  | 51        |
| Belgio (Fiandre)         | 43        |
| Belgio (Vallonia)        | 29        |
| Francia                  | 70        |
| Giappone                 | 36        |
| Irlanda                  | 15        |
| Italia                   | 59        |
| Messico                  | 10        |
| Nuova Zelanda            | 11        |
| Paesi Bassi              | 68        |
| Polonia                  | 39        |
| Regno Unito              | 13        |
| Stati Uniti (soundtrack) | 25        |
| Svizzera                 | 53        |
| Classifica (2019)        | Posizione |
| Australia                | 5         |
| Austria                  | 43        |
| Belgio (Fiandre)         | 25        |
| Belgio (Vallonia)        | 12        |
| Bulgaria                 | 2         |
| Canada                   | 11        |
| Croazia                  | 18        |
| Danimarca                | 57        |
| Francia                  | 26        |
| Germania                 | 55        |
| Giappone                 | 7         |
| Irlanda                  | 8         |
| Islanda                  | 57        |
| Italia                   | 10        |
| Messico                  | 1         |
| Nuova Zelanda            | 4         |
| Paesi Bassi              | 15        |
| Polonia                  | 40        |
| Portogallo               | 17        |
| Regno Unito              | 6         |
| Repubblica Ceca          | 7         |
| Slovacchia               | 8         |
| Spagna                   | 6         |
| Stati Uniti              | 12        |
| Stati Uniti (rock)       | 1         |
| Stati Uniti (soundtrack) | 2         |
| Svizzera                 | 6         |
| Classifica (2020)        | Posizione |
| Australia                | 26        |
| Belgio (Fiandre)         | 142       |
| Belgio (Vallonia)        | 90        |
| Francia                  | 106       |
| Nuova Zelanda            | 19        |
| Portogallo               | 82        |
| Spagna                   | 60        |
| Classifica (2021)        | Posizione |
| Australia                | 32        |
| Belgio (Fiandre)         | 117       |
| Belgio (Vallonia)        | 60        |
| Francia                  | 114       |
| Nuova Zelanda            | 43        |
| Polonia                  | 24        |
| Portogallo               | 97        |
| Spagna                   | 84        |
| Classifica (2022)        | Posizione |
| Australia                | 35        |
| Belgio (Fiandre)         | 112       |
| Belgio (Vallonia)        | 80        |
| Polonia                  | 45        |

### Classifiche di fine decennio
| Classifica (2010–2019) | Posizione |
| ---------------------- | --------- |
| Australia              | 76        |
| Paesi Bassi            | 92        |
| Stati Uniti            | 90        |